# Sauðárkrókur
Sauðárkrókur est une localité islandaise de la municipalité de Skagafjörður située au nord de l'île, dans la région de Norðurland vestra. En 2022, le village comptait 2603 habitants.

## Population et société

### Sports
- Tindastóll Sauðárkrókur : club de sports basé à Sauðárkrókur.

## Personnalités liées à la localité
- Jóhannes Geir Jónsson (1927-2003) : peintre avant grandi à Sauðárkrókur
- Gyrðir Elíasson (1964-) : écrivain ayant grandi à Sauðárkrókur ;
- Gunnar Bragi Sveinsson (1968-) : ministre des Affaires étrangères ;
- Eyjólfur Sverrisson (1968-) : footballeur né à Sauðárkrókur ;
- Hólmar Örn Eyjólfsson (1990-) : footballeur né à Sauðárkrókur, fils d'Eyjólfur Sverrisson.